# Alaa Salah
Alaa Salah (arabisch آلاء صلاح; * 1996 oder 1997 in Khartum) ist eine sudanesische Studentin und Demonstrantin gegen die damalige Regierung bei den Protesten im Sudan 2018/19. Weltweite Medienaufmerksamkeit erlangte sie durch ein Foto von der örtlichen Aktivistin und Fotografin Lana Haroun, das im April 2019 in den sozialen Netzwerken viral verbreitet wurde. Aufgrund des Bildes wurde sie als „Frau in Weiß“ oder „Lady Liberty“ bezeichnet; ihre Erscheinung wurde mit der Freiheitsstatue verglichen. Sie ist zu einer Ikone des Aufstands des Landes geworden.
Als Mitglied von MANSAM (Frauen sudanesischer bürgerlicher und politischer Gruppen), einem der wichtigsten sudanesischen Frauennetzwerke, das die Erklärung der Kräfte der Freiheit und des Wandels vom 1. Januar 2019 unterzeichnet hat, hielt Salah auf der Sitzung des Sicherheitsrates der Vereinten Nationen am 29. Oktober 2019 eine Rede. Sie bestand darauf, dass in den sudanesischen Übergangsinstitutionen Frauen den Männern gleichgestellt sind.

## Leben

### Frühes Leben und Ausbildung
Alaa Salah wurde 1996 oder 1997 geboren. Ihre Mutter ist Modedesignerin und ihr Vater arbeitet in der Bauindustrie. Sie studiert Ingenieurwesen und Architektur an der Sudan International University in Khartum.

### Proteste im Sudan 2018–2019
Seit Dezember 2018 gab es eine Reihe von Protesten gegen den Präsidenten Umar al-Baschir, die Wirtschaftsreformen und den Rücktritt des Präsidenten forderten. Im Februar 2019 wurde wegen der Proteste der Ausnahmezustand ausgerufen. Am 6. und 7. April kam es zu den größten Protesten seit Ausrufung des Ausnahmezustands. Bei anhaltenden Protesten wurde die Armee gesehen, wie sie Demonstranten am 10. April vor den Sicherheitskräften schützte. Schließlich führten die Proteste dazu, dass das Militär al-Baschir von der Macht entfernte und an seiner Stelle einen Übergangsrat einrichtete, der von Ahmed Awad Ibn Auf geführt wurde. Die Demonstranten, darunter Salah, behaupteten jedoch, es handele sich nur um einen Führungswechsel desselben Regimes und forderten einen Regierungswechsel durch einen zivilen Übergangsrat.

### Fotografie
Als die Proteste weitergingen, machte Lana Haroun am 8. April ein Bild von einer anfangs namenlosen Frau in einem traditionellen sudanesischen Gewand, die auf einem Auto stand und mit anderen Frauen in der Nähe des Hauptquartiers und des Präsidentenpalastes sprach und sang. Das Bild wurde in den sozialen Netzwerken weit verbreitet und erregte internationale Aufmerksamkeit in den Medien. Das Bild wurde als Symbol für die entscheidende Rolle der Frauen für den Erfolg der Demonstrationen beschrieben, da die überwiegende Mehrheit der Demonstranten, fast 70 Prozent, Frauen waren. Sudanesische Frauen spielten seit den 1950er Jahren über die Sudanesische Frauenunion eine wichtige politische Rolle bei sudanesischen und afrikanischen Menschenrechtskämpfen und gründeten 2009 Organisationen wie die Initiative „Nein zur Unterdrückung der Fraueninitiative“ während der sudanesischen Revolution 2018–2019.
Salahs weißes Gewand, ein traditionelles sudanesisches Gewand, erinnerte an die Gewänder sudanesischer Demonstrantinnen gegen frühere Diktaturen sowie an Studentenprotestierende, die nach den alten nubischen Königinnen als „Kandakes“ bezeichnet wurden. Ihre goldenen Mondohrringe sind die des traditionellen Brautschmucks. Kommentatoren nannten die Pose „das Bild der Revolution“. Hala Al-Karib, eine sudanesische Frauenrechtlerin, sagte: „Es ist ein Symbol für die Identität einer berufstätigen Frau – einer sudanesischen Frau, die zu allem fähig ist, aber ihre Kultur immer noch schätzt.“

### Rede vor dem Sicherheitsrat der Vereinten Nationen
Als Mitglied von MANSAM, einem der größten sudanesischen Frauennetzwerke, das die Erklärung der Kräfte der Freiheit und des Wandels vom 1. Januar 2019 unterzeichnet hat, hielt Salah auf der Sitzung des Sicherheitsrates der Vereinten Nationen (UNSC) vom 29. Oktober 2019 eine Rede.
Salah gab an, dass Frauen, obwohl sie oft 70 % der Protestierenden ausmachten, „im formellen politischen Prozess in den Monaten nach der Revolution übergangen worden“ seien. Sie erklärte, dass die Vertretung von Frauen in der neuen Regierungsstruktur „weit unter ihrer Forderung von 50 % Parität“ liege. Sie argumentierte, dass „es keine Entschuldigung dafür [gibt], dass Frauen nicht an jedem einzelnen Tisch einen gleichberechtigten Platz haben“. Sie fasste ihr Argument für die Vertretung von Frauen wie folgt zusammen:

“After decades of struggle and all that we risked to peacefully end Bashir’s dictatorship—gender inequality is not and will never be acceptable to the women and girls of Sudan. I hope it is equally unacceptable to the members of this Chamber.”

„Nach jahrzehntelangen Kämpfen und allem, was wir riskierten, um Baschirs Diktatur friedlich zu beenden, ist und wird die Ungleichheit der Geschlechter für die Frauen und Mädchen im Sudan nicht akzeptabel sein. Ich hoffe, dass dies für die Mitglieder dieser Kammer ebenso inakzeptabel ist.“

Salah forderte auch gerichtliche Rechenschaftspflicht und Abrüstung; für den politischen Prozess gelte es, Frauen, „die Zivilgesellschaft, Widerstandsgruppen, ethnische und religiöse Minderheiten, Vertriebene und Menschen mit Behinderungen einzubeziehen, um einen nachhaltigen Frieden zu erreichen“.